# Stephen Skinner (chính khách Mỹ)
Stephen Skinner là một chính khách người Mỹ trước đây từng phục vụ trong Hạ viện West Virginia. Là thành viên của Đảng Dân chủ West Virginia, ông đại diện cho Quận 67 trong cơ quan lập pháp. Ông lần đầu tiên được bầu trong cuộc bầu cử tiểu bang năm 2012. Skinner đã giành chiến thắng trong cuộc bầu cử lại vào Hạ viện vào năm 2014 bằng cách đánh bại người thách thức Đảng Cộng hòa Patricia Rucker.
Skinner là một người bản địa của Đông cán bộ West Virginia. Cha mẹ ông gặp nhau tại Đại học West Virginia.  Skinner theo học West Virginia Wesleyan College trước khi theo học Cao đẳng Luật Đại học West Virginia.
Ông là ứng cử viên đồng tính công khai đầu tiên từng được bầu vào cơ quan lập pháp bang ở West Virginia. Bạn đời của ông là Jeffrey Gustafson. Trước khi đắc cử vào cơ quan lập pháp, Skinner là người sáng lập nhóm vận động LGBT Fairness West Virginia.
Vào năm 2015, hai người đàn ông đã bị đại bồi thẩm đoàn Hạt Berkeley, West Virginia truy tố với cáo buộc họ âm mưu giết Skinner bằng cách đốt nhà của ông.
Trong cuộc bầu cử năm 2016, Skinner tranh cử ghế quận 16 trong Thượng viện West Virginia đã bị Herb Snyder bỏ trống. Skinner đã bị đánh bại trong cuộc bầu cử bởi ứng cử viên Đảng Cộng hòa Patricia Rucker.